# 有馬彰
有馬 彰（ありま あきら、1949年 - ）は日本の実業家。NTTコミュニケーションズ代表取締役社長や、MS&ADインシュアランスグループホールディングス取締役等を歴任。電気通信協会賞受賞。

## 人物・経歴
神奈川県出身。神奈川県立湘南高等学校を経て、1973年一橋大学商学部卒業、日本電信電話公社（NTT）入社。1979年スタンフォード大学経営大学院修了、MBA（経営管理学修士）。
NTT本社で経理や料金企画を担当したのち、1982年広島に赴任。1983年からNTT営業局制度課課長補佐として民営化後の契約約款作成を担当。北海道赴任を経て、1989年からNTT経営企画本部担当課長として新電電や郵政省との交渉を担当し、競争ルールの整備にあたった。
1996年NTT東京千代田支店長。1999年NTT持株会社移行本部第一部門担当部長。2002年NTT東日本取締役企画部長、2003年4月同取締役経営企画部長、2005年NTT取締役（中期経営戦略推進担当）。2007年NTTコミュニケーションズ代表取締役副社長。
2010年からNTTコミュニケーションズ代表取締役社長を務め、グローバルインフラの整備や、海外でのクラウドコンピューティング事業を進めるなどした。2015年取締役相談役。2018年MS&ADインシュアランスグループホールディングス取締役。2019年度電気通信協会賞受賞。2021年NTTコミュニケーションズシニアアドバイザー。